# Pregnan
Pregnan je, indirektno, roditelj progesterona. To je ugljeno hidratna osnova dve serije steroida zasnovane na 5α-pregnanu (originalno alopregnan) i 5β-pregnan (17β-etiletiokolane).
5β-Pregnan je roditelj progesterona, pregnan alkohola, ketona, i nekoliko adrenokortikoidni hormona. On se nalazi uglavnom u urinu kao metabolički proizvod jedinjenja 5β-pregnana.

## Pregnani
Pregnani su steroidni derivati sa ugljenicima prisutnim na pozicijama 1 do 21.
Većina biološki signifikantnih pregnan derivata pripada jednoj od dve grupe: pregneni i pregnadieni. Postoji i treća manja klasa pregnatrieni. Pregneni sadrže dvostruku vezu, na primer: kortizon, hidrokortizon, i progesteron. Pregnadieni imaju dve dvostruke veze, na primer: ciproteron, danazol, i fluocinonid.

## Spoljašnje veze
- PubChem
- Diagram na qmul.ac.uk
- Definicija pregnana
- Progesteron hemija
- Progesteron rekord u Evropskoj Bioinformatičkoj bazi podatak
- Hemijska knjiga